# Gyilkos bolygó
A Gyilkos bolygó (eredeti cím: Outland) 1981-ben bemutatott brit science fiction film Peter Hyams rendezésében. A forgatókönyvet maga Hyams írta. A főszerepet Sean Connery alakította. A filmet „űrwesternként” aposztrofálták, mivel a Jupiter egyik holdján játszódik, s nyilvánvaló tematikai hasonlóságokkal bír a Délidő című western-klasszikussal. Kritikai fogadtatása felemás volt, s a jegypénztáraknál is csak mérsékelt eredményeket ért el.

## Cselekmény
|  | Alább a cselekmény részletei következnek! |

O’Niel marsall (Sean Connery)

O’Niel szövetségi marsallt egyéves munkára vezénylik az Io holdra, ahol a Con Am 27-es jelzésű titániumérc-bányászati kolóniát kell felügyelnie. Felesége megelégeli az állandó költözést egyik állomáshelyről a másikra, így fiával együtt elindul az űrállomás felé, ahonnét visszajuthat a Földre. O’Niel rövidesen felfigyel néhány különös halálesetre: bányászok látszólag ok nélkül vetnek véget életüknek. A telephelyen mindenki a barátságtalan környezetnek tulajdonítja, hogy időnként egy-egy munkás bekattan, azonban a marsallt nem elégíti ki a magyarázat. Gyanúját csak növeli, hogy a halottakat hamar elszállítják boncolás nélkül, ráadásul számuk az utóbbi egy évben hirtelen módon nőtt. A kolónia orvosnőjének segítségével O’Niel hamarosan rájön, hogy a munkásokat egy olyan droggal tömik, ami természetellenes módon megnöveli a teljesítőképességet, azonban pár hónap után a mellékhatások is jelentkeznek: elmezavar, ami végül öngyilkossághoz vezet.

Sheppard (Peter Boyle)

O’Niel előtt világossá válik, hogy a szer beszállítása nem maradhat észrevétlen az állomásvezető, Sheppard és a többi marsall előtt, így vélhetően mind érintettek a kétes üzelmekben. Kérdőre vonja helyettesét, Montone-t, aki elárulja neki, hogy Sheppard fizet neki azért, hogy a másik irányba nézzen adott helyzetben. Óva inti felettesét attól, hogy szembeszegüljön az igazgatóval, s egyúttal a Céggel, akik a bányát üzemeltetik. O’Niel azonban hajthatatlan, Sheppard fenyegetése ellenére is. Nyomára bukkan a számítógépes nyilvántartásban, hogy közvetlenül kik bonyolítják a szállítmányozást, s egyiküket, komoly fizikai erőfeszítések árán, őrizetbe veszi. A férfi nem hajlandó beszélni, bár lojalitására rövidesen halál a válasz. O’Niel nem sokkal később Montone holttestére is rábukkan.
Sheppard közli O’Niellel, hogy senki sem érdekelt a szállítmányozás leállításában. A drog hatására a munkások jobban termelnek, így több pénzt és szórakozási lehetőséget kapnak, amitől boldogok. A jó termelési mutatóktól a Cég is boldog, ha pedig mindenki az, akkor Sheppard is. O’Niel továbbra sem hajlandó annyiban hagyni a dolgot, így Sheppard kapcsolatba lép a Céggel, s bérgyilkosokat kér. A beszélgetésről készült videonaplót látva O’Niel felkészül a megütközésre: életüket féltő emberei közül senki nem áll mellé, egyetlen szövetségese a doktornő lesz. A két fegyveres férfi érkezésével életre-halálra szóló hajsza bontakozik ki az állomás belterében és a zsilipkapukon kívül is. Dr. Lazarus segítségével sikerül az egyik merénylőt ártalmatlanná tenni, míg a másikon O’Niel éles eszével kerekedik felül. Váratlanul tör azonban életére a Montone pozícióját elfoglalt helyettes marsall: a veszedelmes tusakodásban azonban ő is alul marad.
Sheppard kudarcot vallott az önfejű és elszánt marsall jelentette gubanc elsimításában, így a Cég legközelebb érkező pribékjei már érte jönnek. O’Niel elbúcsúzik Dr. Lazarustól, s az űrállomás felé indul, hogy csatlakozzon feleségéhez és fiához az egy évig tartó földi utazásban.
|  | Itt a vége a cselekmény részletezésének! |

## Szereplők
- William T. O’Niel: Az Ióra frissen kivezényelt rendőrbíró, aki rövidesen munkások életét követelő konspirációra bukkan a holdon létesített bányászkolóniában. Eltökélt, határozott jellem, akinek javára válik makacssága az igazságért folytatott küzdelmében. Noha fontosak számára, felesége és fia gyakran háttérbe szorul hivatása mellett. A film elhúzódó munkálatai miatt Connerynek le kellett mondania egy kisebb szerepről a Tűzszekerek című filmben.[7]
- Sheppard: A kolónia állomásvezetője, aki már O’Niel érkezésekor tudtára adja a marsallnak, rugalmasságot vár el tőle a rendfenntartásban. Sheppard igazgatóként a Cégnek felel, így neki is első számú érdeke a jó termelés, amiért akár nemtelen eszközökhöz is hajlandó folyamodni.
- Dr. Lazarus: Az Io bányászkolóniájának szarkasztikus orvosa, aki O’Niel egyetlen szövetségesévé válik a férfi harcában. A szerepet elsőként Colleen Dewhurst színésznőnek ajánlották fel.[7]
- Montone: O’Niel helyettese, akit bár nem vezérel rossz szándék, maga is érintett az Ión folyó baljós ügyekben.
- Carol: O’Niel felesége, aki elkötelezetten szereti férjét, azonban belefárad az állandó költözésbe és a honvágyba, így fiával együtt hazaindul. Elbúcsúzni azonban képtelen szemtől szemben, ezért videóüzenetben közli döntését férjével.

## Szereposztás
| Szereplő            | Eredeti hang       | Magyar hang            | Magyar hang            |
| Szereplő            | Eredeti hang       | 1. szereposztás (1983) | 2. szereposztás (1992) |
| ------------------- | ------------------ | ---------------------- | ---------------------- |
| William T. O’Niel   | Sean Connery       | Bujtor István          | Vass Gábor             |
| Sheppard            | Peter Boyle        | Lőte Attila            | Balázsi Gyula          |
| Dr. Lazarus         | Frances Sternhagen | Tímár Éva              | Győry Franciska        |
| Montone             | James B. Sikking   | Trokán Péter           | Kárpáti Tibor          |
| Carol               | Kika Markham       | Bánsági Ildikó         | Farkas Zsuzsa          |
| Ballard             | Clarke Peters      | Papp János             | Reisenbüchler Sándor   |
| Sagan               | Steven Berkoff     | Dózsa László           | Halmágyi Sándor        |
| Paul O’Niel         | Nicholas Barnes    | ?                      | Minárovits Péter       |
| Tarlow              | John Ratzenberger  | Koroknay Géza          | Uri István             |
| Lowell              | Manning Redwood    | Orosz István           | Várkonyi András        |
| Flo Spector         | Pat Starr          | Fehér Anna             | Dudás Eszter           |
| Nelson              | Hal Galili         | Surányi Imre           | Kardos Gábor           |
| Slater              | Norman Chancer     | Gáti Oszkár            | Wohlmuth István        |
| Spota               | Marc Boyle         | Varga T. József        | Barbinek Péter         |
| A gép (hang)        | –                  | Vándorfi László        | Juhász Jácint          |
| Bellows (hang)      | –                  | ?                      | Reisenbüchler Sándor   |
| ismeretlen szereplő | –                  | ?                      | Melis Gábor            |

## Háttér
A Gyilkos bolygó munkacíme Io volt (a cselekmény helyszíne), azonban e szó leírva összetéveszthető a 10-es számmal, így megváltoztatták. A film felvételei a Pinewood Studiosban folytak az Egyesült Királyságban. A film költségvetése 16 millió dollárra rúgott. Egyike volt az első olyan produkcióknak, melyekhez az IntroVision technikát használták. A hagyományos kivetítés ezen variációjában az előtér, a háttér és a köztes elemek kombinálhatók a kamera kijelzőjén, szükségtelenné téve az olyan optikai eljárásokat, mint a bluescreen-maszkolás. A színészek így meggyőzően mozoghattak a bányászkolónia miniatűrjei között. A film a Warner Bros. azon kevés bemutatója közé tartozott, amelyek a Megasound hangrendszert alkalmazták. Ehhez a mozikban további hangszórókat szereltek fel a meglévők mellé, hogy a különböző hangeffektek nagyobb hatást érjenek el a közönségnél.
Martin Bower modellező az egyik kedvenc munkájának nevezte a Gyilkos bolygót. Nem sokkal azután, hogy befejezte az 1980-as Flash Gordont, telefonhívást kapott Nick Allder speciális effekt szakembertől, akivel együtt dolgozott A nyolcadik utas: a halál című filmen. Allder egyéb elfoglaltságai miatt nem tudta elvállalni az akkor még Io címen futott, készülő produkciót, így Bowert és társát, Bill Pearsont ajánlotta maga helyett. Bower a Pinewoodban magától a rendezőtől kapta meg a feladatot (szemben a bevett gyakorlattal, miszerint a speciális effektek rendezője veszi fel embereit); Peter Hyams a falra tűzött, hatalmas művészeti vázlatra bökve kérdezte meg Bowertől, hogy meg tudja-e építeni négy hónap alatt az ábrázolt díszleteket.
A bérgyilkosokat szállító űrhajó-modell alapját egy plexidoboz képezte, rézhajtókákkal. Elmozdítható teteje 1,27 centiméter vastagságú plexilemezből készült; külleme részletgazdagságáról rézkarcolással gondoskodtak. A lábak teljes egészében fémből készültek, s masszív rugókkal biztosították őket; így a teljes modell súlya elérte a 20 kilogrammot is. A négy lábhoz a HMS Belfast brit könnyűcirkáló 1973-ban forgalomba hozott Airfix-modellkészletét használták fel kedvező ára miatt, hiszen összesen négy készlet megvásárlására volt szükség. A hajó hátsó lába egy rövid ideig a teljes képet betölti a filmben, így igen részletes kidolgozás kellett az öt négyzethüvelykes darabhoz. A modell belsejében egy vékony acéldarab kapott helyet, ami a repülési jelenetek készítésekor elengedhetetlen felfüggesztéshez kellett. A kész tárgyat először szürkére festették, de a végső választás a khaki szín halványabb árnyalatára esett. A mozgásban lévő űrhajó gőzét folyékony nitrogén helyettesítette; a modellre fagyott anyagot a stúdiótechnikusnak minden felvétel után le kellett tisztítania. A landolóhelyet hozzávetőleg öt négyzetláb méretűre építették, 1,27 centiméter vastagságú plexilemezből, amit üveggyapot lábak támasztottak. Az aprólékos kidolgozáshoz a modellezők a Hornby cég vasútmodell-készletet alkalmazták, amit már A nyolcadik utas: a halál díszleteihez is bevetettek. A film vége felé jelentős szerephez jutó üvegház egy 1,8 méter magas miniatűr volt, amit szinte teljes egészében tükör plexiből alkottak meg, lábait modellkészletből kölcsönzött műanyag csövek képezték. A finomító épületéhez vasúti váltó, víztorony és gerendahíd modell-tartozékok darabjait is felhasználták, sőt a Star Wars egyik szereplője, R2-D2 egy kicsinyített mása is az építmény része lett. E kész modell öt kilométernyi száloptikás kábelt tartalmazott.
A filmben megjelenített bányászcég neve Con-Amalgamate, ami megjelenik Peter Hyams egy korábbi munkájában is. Az 1978-as Földi űrutazásban ugyanezen nevet viseli a vállalat, ami az életvédő felszerelést állítja elő. A rendező védjegye, egy Spota nevű szereplő, szintén megtalálható a Gyilkos bolygóban: ő az őrizetbe vett férfi, aki a drogbeszállításban érintett.

## Bemutató

### Kritikai fogadtatás
A film kritikai megítélése felemás volt. Évtizedekkel a bemutató után, a Rotten Tomatoes-on a Gyilkos bolygó 59%-os értékelésen áll, ami a weboldal rendszerének kedvezőtlen, „rothadt” halmazába helyezi a produkciót. Ez alig több mint 20 újságíró véleményét tükrözi, akik átlagosan 5,8 pontra értékelték a filmet a lehetséges 10-ből.

Egy elmaradhatatlan westernes vonás

A Washington Post munkatársa, Gary Arnold szerint „A Gyilkos bolygóban Peter Hyams író-rendező a Délidő történetét adaptálta érdekes sci-fi környezetbe – egy hatalmas titániumbányára a Jupiter vulkanikus holdján, az Ión. A Délidőben működőképes konvenciók azonban a Gyilkos bolygóban a csúcstechnológiájú atmoszférára korlátozódnak, mivel a történet elcsépeltnek és kisszerűnek hat.” Michael Blowen barátságosabban írt a Boston Globe hasábjain: „A párhuzamok a Gyilkos bolygó és Fred Zinnemann 1952-es westernje, Délidő között nyilvánvalók. Peter Hyams író-rendező átültette Gary Cooper poros határvárosának szereplőit és motivációit az világűr határvidékére. Mialatt Hyams a történetet görgeti, antikapitalista felhang is fejlődik ki belőle. Az Ión kizsákmányolás folyik, s igazából nem is számít, hogy a bányászok aranyat ásnak a coloradói hegyekben, vagy titániumot a Jupiter holdján, a vállalati szféra kapzsisága szerez érvényt. A Gyilkos bolygóval a klasszikus westernhős tér vissza szkafanderben. Szerelése megváltozott, környezete kibővült, de más szempontból változatlan. Mikor Connery puskájának csövével nézel farkasszemet, jobb, ha mosolyogsz.” Desmond Ryan a Philadelphia Inquirerben azt írta: „Nagyszerű sci-fi western. Számos szempontból, Hyams filmje félelmetesebb A nyolcadik utas: A halálnál, mert azt feltételezi, hogy a világűr a legkevésbé sem változtat meg minket, s a szörnyeteg, akivel szembenézünk, szintén szkafandert visel.”
Már az internet korában született meg Nick Sambides kritikája az Allmovie.com weboldalon. Véleménye szerint „A speciális effektek jók és Jerry Goldsmith zenéje lendületes, de a sztori elég egyértelmű irányba halad, a science fiction szokásos valószínűtlenségeivel. A függő bányászok például durva és szörnyen kiszámítható módon halnak meg, aminek kapcsán elgondolkozik az ember: ugyan miért szedik a drogot, s miért nem tűnik fel senkinek a használata?”
Nem aratott sikert a film hazai körökben sem. A FilmVilágban Farkas Miklós a következőképpen írt a Gyilkos bolygóról: „[...] speciális akciófilm, sajnos a legrosszabb fajtából.” [...] „való igaz, minden percben történik itt valami. Csakhogy két hosszú órán át Hyams sem tudja (meg hát nem is lehet) olyan sebességgel pergetni az (ezerszer látott) eseményeket, hogy a néző csak a »körítésre«, csak a háttérre figyeljen. (Hasonlóképp hiábavaló kísérlet Hyams azon igyekezete, amellyel közönsége mindent elsöprő rokonszenvét próbálja megnyerni főhőse számára.)” Ő is kitér a Délidővel való párhuzamra; a végső összecsapás körülményeit „szemérmetlen kopírozás”-nak titulálja a szerző.

#### Díjak és jelölések
A Gyilkos bolygót Oscar-díjra jelölték legjobb hang kategóriában, azonban a győztes Az elveszett frigyláda fosztogatói lett abban az évben. A film hatszoros eséllyel indult az 1982-es Saturn-díjakért, köztük a legjobb science fiction film kategóriában, de végül csak egy elismerést gyűjtött be: Frances Sternhagen a legjobb mellékszereplő színésznő lett.

### Bevételek
A filmet Észak-Amerikában 1981. május 22-én, a Memorial Day-hétvégén mutatták be. Négy nap alatt 3,059 millió dolláros jegybevételt ért el, a hagyományos péntek-vasárnap időszak pedig 2,455 milliós összeget mutat (és magas, 7416 dolláros mozinkénti átlagot). Forgalmazása végéhez érve 17,374 millió, más információk szerint 20 millió dolláros bevételt ért el. Ez némileg meghaladja a 16 milliós költségvetést. Előbbi adatot figyelembe véve az éves lista 44. helyére került fel a Gyilkos bolygó, míg utóbbi szerint a 38 pozíciót tudhatja magáénak.
Magyarországon a MOKÉP 1983. augusztus 11-én mutatta be a Gyilkos bolygót, szinkronizáltan. Az év végéig 2585 vetítést tartottak belőle, s ezalatt 530 208 néző váltott rá jegyet, ami 45,8%-os kihasználtságot eredményezett. Összesen 899 865 látogatót érdekelt a film, s ez 11,5 millió forintos bevétellel járt.

### Kölcsönzői és lakossági forgalmazás
A Gyilkos bolygó elsőként képlemezen jelent meg 1983-ban, majd 1991. augusztus 28-án lézerlemezen is kiadták, míg videókazettán 1993. december 13-tól vált elérhetővé. A DVD-megjelenésre már egészen korán, 1997. november 19-én sor került (a DVD-filmek 1997. március 1-jén kerültek kereskedelmi forgalomba), szélesvásznú (letterbox) és teljes képernyős verzióban is, kétoldalas diszken, felújított 5.1-es hanggal. Tíz évvel később, 2007. december 18-án újra kiadták a filmet.
Magyarországon videókazettán az Intervideo adta ki a produkciót 1989. november 24-én. A DVD-megjelenésre 1998 őszén került sor, az InterCom forgalmazásában. A lemez, melyre magyar hangsáv nem került, mára már hiánycikké vált.

## Kapcsolódó média
A film regényváltozatát Alan Dean Foster írta, s 1981 márciusában jelent meg a Warner Books gondozásában. Az amerikai Heavy Metal magazin 1981 júniusa és 1981 októbere között, illetve 1982 januárjában rövid képregényt közölt a Gyilkos bolygó alapján.

## Remake
2009. augusztus 18-án a Warner Bros. bejelentette, hogy Michael Davis rendező leszerződött a film új változatához. A forgatókönyvet Chad St. John írja, s a felújítás némi változást eszközöl a történetben: a cselekmény egy holdkörüli pályára épült városban játszódik, ahol egy rendőr az egész várost fenyegető összeesküvésre bukkan. Egy héttel a Földre való visszatéréssel járó nyugdíjazása előtt választania kell, hogy feleségével tart, vagy magánhadsereget szervez túlteljesítő extársával és felesége egykori barátjával. Az IMDb-n a remake 2012-re volt előjegyezve.